# Manihi
Manihi è un atollo appartenente all'arcipelago delle Isole Tuamotu nella Polinesia francese.

## Geografia

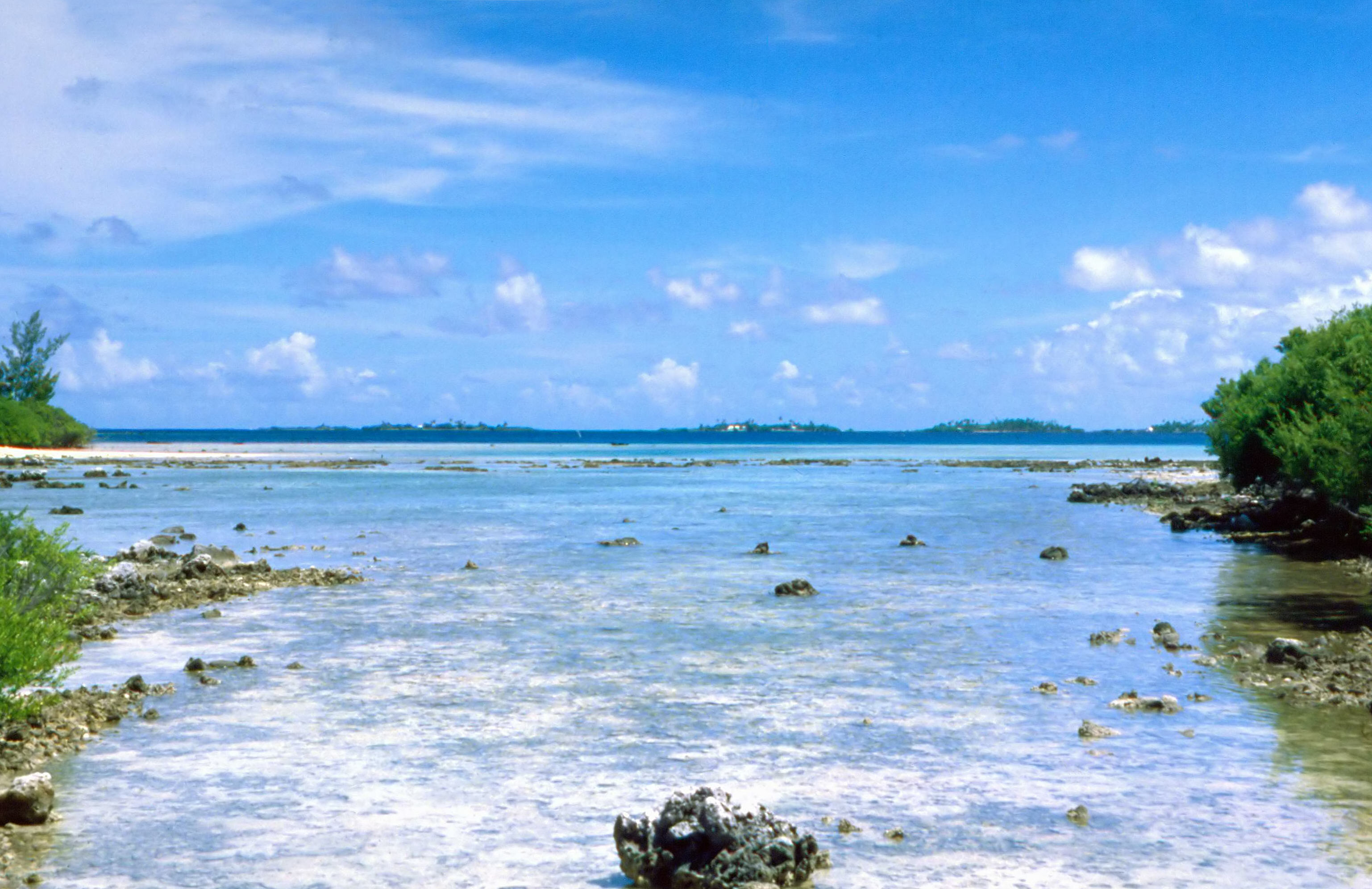
Manihi, laguna e motu.

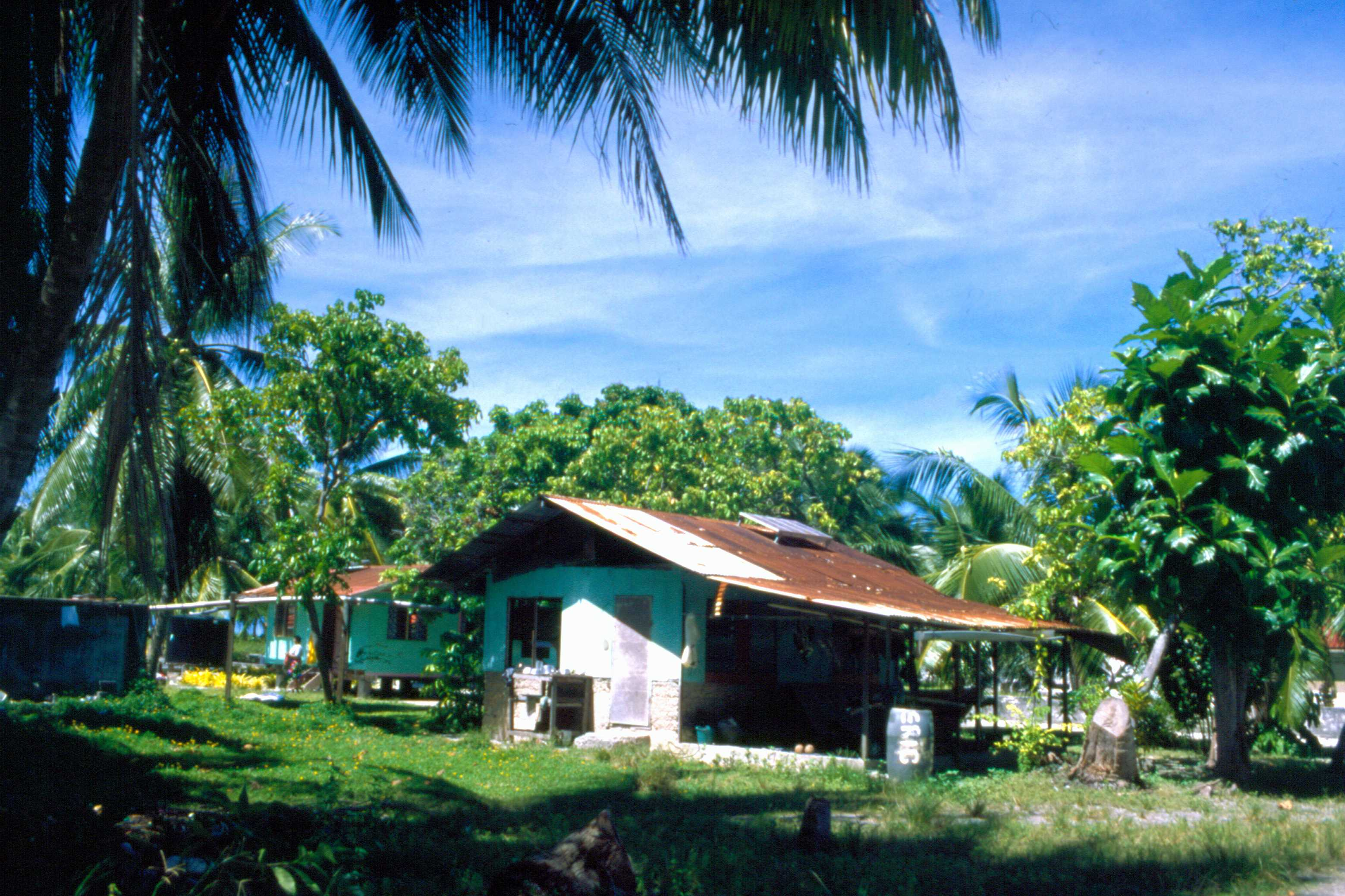
Abitazioni nel villaggio di Turipaoa.

La terra più vicina è l'atollo di Ahe, che si trova 14 km a ovest.
Manihi è un atollo relativamente grande e di forma ovale e allungata. La sua laguna centrale è circondata da innumerevoli isolotti. C'è un solo canale navigabile che mette in comunicazione la laguna con il mare aperto, denominato Passe Tairapa.
Attività importante per l'economia locale è la coltivazione della perla. Al censimento del 2002 l'atollo possedeva una popolazione di 789 abitanti.
Il villaggio principale è Paeua. Un altro importante villaggio, Turipaoa, si trova nella parte sud-ovest dell'atollo.

## Storia
I primi europei di cui si abbia notizia a giungere a Manihi furono gli esploratori olandesi Jacob Le Maire e Willem Schouten, durante il loro viaggio nel Pacifico del 1615-1616. Essi chiamarono quest'atollo Waterland Island.
L'esploratore britannico John Byron, che raggiunse Manihi nel giugno 1765, chiamò l'atollo "Isola Principe di Galles".